# Centrul de Reeducare Târgu Ocna
Centrul de Reeducare Târgu Ocna este o închisoare destinată recuperării psihosociale a minorilor infractori, cu vârste cuprinse între 14 și 18 ani. La 15 octombrie 2017 existau 136 persoane private de libertate. Centrul se află în incinta Școlii Naționale de Pregătire a Agenților de Penitenciare Târgu Ocna.

## Istoric
Pe actualul amplasament al Centrului de Reeducare Târgu Ocna, timp de 40 de ani, în perioada 1916 – 1956, au funcționat unități militare de artilerie și jandarmi, ce au aparținut Ministerului de Război și Ministerului de Interne. Aceste unități au avut un statut de centru de instruire de trupe operative care au luptat în cele două războaie mondiale, realizând paza și ordinea în zonă sau în alte centre din țară. Între 1956 și 1997 centrul a purtat diferite denumiri:
- Colonia de Minori (1956-1966);
- Institutul Special de Reeducare a Minorilor (I.S.R.M.- 1966-1972);
- Centrul de Reeducare a Minorilor (C.R.M. – 1972-1977);
- Școala Specială de Muncă și Reeducare a Minorilor (S.S.M.R.M. – 1978-1992);
- Centrul de Reeducare (C.R. – 1992-1997);
- Centrul de Reeducare Minori (C.R.M. – 2001-2003);
- Centrul de Reeducare (C.R. – 2003-prezent).

În anul 1997 Centrul de Reeducare și-a suspendat temporar activitatea, aici fiind mutată Școala Militară de Pregătire și Perfecționarea Subofițerilor de Penitenciare din București. Începând cu luna iulie a anului 2001, unitatea a redevenit Centru de Reeducare pentru Minori, iar din 2003 a fost denumită Centrul de Reeducare Târgu Ocna.